# Phêrô Maria Phạm Ngọc Chi
Phêrô Maria Phạm Ngọc Chi (14 tháng 5 năm 1909 – 21 tháng 1 năm 1988) là một giám mục Công giáo Rôma người Việt Nam. Ông là Giám mục tiên khởi của Giáo phận Qui Nhơn và Giáo phận Đà Nẵng. Trước đó, ông cũng là Đại diện Tông Tòa Hạt Đại diện Tông Tòa Bùi Chu. Khẩu hiệu Giám mục của ông là "Vâng lời Thầy, con thả lưới".
Sinh trong một gia tộc có nhiều người chọn theo con đường tu trì Công giáo, cậu Phạm Ngọc Chi nhanh chóng được chọn đi theo việc tu trì. Với kết quả tốt tại Tiểu chủng viện, chủng sinh Chi được cử đi học trường Truyền giáo Rôma năm 18 tuổi, và được truyền chức linh mục năm 1933. Trong thời kỳ học tập tại ngoại quốc, chủng sinh và sau này là linh mục Chi tốt nghiệp hai văn bằng Cử nhân Thần học và Cử nhân Triết học, cùng văn bằng Tiến sĩ Triết học.
Trở về Việt Nam vào năm 1936, linh mục Chi dần thăng tiến trong các chức vụ tôn giáo tại Địa phận Phát Diệm: giáo sư, phó giám đốc và Giám đốc Đại chủng viện Phát Diệm, cùng cố vấn Giám mục Lê Hữu Từ. Năm 1950, Toà Thánh Vatican chọn linh mục Phạm Ngọc Chi làm giám mục Đại diện Tông Toà Địa phận Bùi Chu, vốn trống toà từ cuối năm 1948.
Trong tư cách giám mục và với vị thế là một người có quan điểm chống Cộng, Giám mục Chi đã có những hoạt động tôn giáo và chính trị phức tạp trong khuôn khổ Chiến tranh Đông Dương. Ông di cư vào miền Nam Việt Nam, lần lượt làm Phụ trách Di dân (1954-1957), Đặc uỷ Tông Toà Công giáo Tiến Hành, Giám quản Địa phận Qui Nhơn. Với việc thiết lập hàng giáo phẩm Công giáo tại Việt Nam, ông trở thành Giám mục Tiên khởi Qui Nhơn (1960) và sau này là Giám mục Tiên khởi Đà Nẵng (1963). Bốn năm cuối đời, giám mục Chi bị quản thúc tại Trà Kiệu cho đến khi qua đời năm 1988.

## Thân thế và tu học
Phạm Ngọc Chi sinh ngày 14 tháng 5 năm 1909 trong một gia đình Công giáo đạo đức và có nhiều người con tại xứ Tôn Đạo, tại huyện Kim Sơn, tỉnh Ninh Bình. Nguyên quán thuộc về làng Trà Lũ, nay thuộc Giáo phận Bùi Chu. Thân phụ ông là ông Phêrô Phạm Xuân Quế và thân mẫu là bà Anna. Thân phụ, về giáo hội là phó trương, trưởng hội thánh Giuse và Nghĩa Binh Thánh Thể, về đời sống xã hội, hỗ trợ phát triển nghề đan ren cho toàn huyện. Thân mẫu thuộc dòng ba Phan Sinh, sau di cư sinh sống tại giáo xứ An Lạc, Tổng giáo phận Sài Gòn. Trong dòng tộc có nhiều người theo đuổi con đường tu trì. Ông có một ông chú là linh mục Trọng, và người cháu là linh mục Phát, theo dòng Chúa Cứu Thế.
Năm mười một tuổi, cậu bé Chi được linh mục Clément Pléneau Kim (MEP) cho nhập trường thử Ba Làng. Sau một năm, cậu được cho theo học tại Tiểu chủng viện Phúc Nhạc (Yên Khánh, Ninh Bình). Năm 1927, chủng sinh Chi tốt nghiệp Tiểu chủng viện với kết quả xuất sắc, luôn đứng đầu cả lớp về học lực và hạnh kiểm, do đó được Giám mục Alexandre Marcou Thành chọn đi du học tại Trường Truyền giáo Rôma. Trong thời gian học tại đây, chủng sinh Chi và chủng sinh Phaolô Nguyễn Văn Bình có dịp trở thành bạn của nhau. Việc chủng sinh Chi được cử đi du học ngoại quốc nằm trong thời buổi mà việc gửi các chủng sinh xuất sắc đi du học được tăng cường, sau sự thúc giục đến Giám mục Marcou Thành từ Tòa Thánh Vatican vào năm 1914. Trong số các linh mục du học trước chủng sinh chi còn có linh mục Phêrô Phạm Bá Trực và Phêrô Máctinô Ngô Đình Thục.

## Thời kỳ linh mục
Phó tế Phạm Ngọc Chi được thụ phong chức linh mục ngày 23 tháng 12 năm 1933 tại Thánh đường Gioan Laterano, do Hồng y Marchelli Selvaggiani (Giám quản Giáo phận Rôma) chủ sự. Tân linh mục Chi là một trong số 37 người được truyền chức trong đợt này, và đã cử hành "lễ mở tay" (lễ đầu tiên trong tư cách linh mục) của mình vào lễ Giáng sinh năm 1933. Tân linh mục Phạm Ngọc Chi tiếp tục nội trú tại trường cũ của mình, và theo học tại Đại học Apollinaire và tốt nghiệp các văn bằng Tiến sĩ Triết học, Cử nhân Thần học và Cử nhân Giáo luật. Năm 1935, ông nghiên cứu tại Đại học Công giáo Paris.
Năm 1936, linh mục Phạm Ngọc Chi quay trở về Việt Nam và nhận chức giáo sư Đại chủng viện Thượng Kiệm (Phát Diệm), theo lời mời của Giám mục Gioan Baotixita Nguyễn Bá Tòng. Năm 1944, ông được cử làm Phó giám đốc của Đại chủng viện Phát Diệm. Năm 1945, ông trở thành cố vấn của tân Giám mục Phát Diệm Lê Hữu Từ trong các vấn đề luật pháp và chính trị và giữ vai trò này cho đến năm 1950.
Nội dung thư luân lưu số 5 của Lê Hữu Từ ngày 3 tháng 12 năm 1945 đề cập đến tầm quan trọng của việc bầu cử và hướng dẫn bầu cử, nhân dịp tổ chức bầu cử [đầu tiên] của Quốc hội Việt Nam Dân chủ Cộng hòa. Giám mục Từ và linh mục Hoàng Quỳnh, thông qua Liên đoàn Công giáo và Công giáo Cứu quốc tuyên truyền cho liên danh gồm 4 ứng viên Công giáo chiếng thắng trước các ứng viên Việt Minh. Kết quả sơ bộ cho thấy các ứng viên Công giáo giành phần thắng trong hầu hết các huyện trong tỉnh, tuy vậy khi kết quả chính thức được công bố, chỉ một ứng viên Công giáo giành phần thắng. Cho rằng có sự gian lận trong bầu cử, Giám mục Từ đánh điện văn phản đối kết quả đến chính phủ và chuẩn bị biểu tình. Chính phủ sau đó gửi điện văn cho biết việc kiểm phiếu nhầm lẫn, và xác định linh mục Phêrô Maria Phạm Ngọc Chi đã trúng cử. Giám mục Từ sau đó cho phép linh mục Chi khước từ sự trúng cử này.
Về phía giáo quyền, ngoài chức vụ ở Đại chủng viện, linh mục Phạm Ngọc Chi còn kiêm chức Luật sư Tòa án Hôn phối Giáo phận. Năm 1946, Giám mục Tađêô Lê Hữu Từ bổ nhiệm ông làm Chánh án Tòa án Hôn phối Địa phận đồng thời vào Hội đồng Cố vấn Địa phận. Năm 1947, linh mục Chi được chọn làm Giám đốc Đại chủng viện Phát Diệm.
Dưới tác động từ thông điệp của Giáo hoàng Piô XI, cũng như Giám mục Lê Hữu Từ, ông kịch liệt chống đối những người Cộng sản. Năm 1946, ông được Hội đồng Địa phận Phát Diệm đề cử ra tranh cử Quốc hội Việt Nam Dân chủ Cộng hòa và được công bố trúng cử sau khi có thư xác nhận từ chính phủ tại Hà Nội nhưng ông quyết định khước từ. 

## Thời kỳ Giám mục

### Giám mục Bùi Chu
Giám mục Đại diện Tông Tòa Bùi Chu Đa Minh Maria Hồ Ngọc Cẩn không muốn có giám mục phó khi cho rằng bản thân còn có sức khỏe để thi hành việc mục vụ. Tuy vậy, bản thân Giám mục Cẩn có đánh giá linh mục Phạm Ngọc Chi, Giám đốc Đại chủng viện là người đủ tư cách [để lãnh nhận chức Giám mục kế vị mình]. Ngày 3 tháng 2 năm 1950, Giáo hoàng Piô XII bổ nhiệm linh mục Phạm Ngọc Chi chức Giám mục hiệu tòa Sozopolis và Đại diện Tông tòa Hạt Đại diện Tông Tòa Bùi Chu. Giám mục Tân cử nhận giáo phận ngày 21 tháng 3 cùng năm. Tân giám mục di chuyển bằng tàu Hòa Bình đến nhận giáo phận dù chưa được tấn phong chức giám mục vì Địa phận Bùi Chu trống tòa từ khi Giám mục Đa Minh Maria Hồ Ngọc Cẩn qua đời cuối tháng 11 năm 1948 và Địa phận nằm dưới sự quản lý của Giám quản Tông Tòa Lê Hữu Từ. Lễ tấn phong đã diễn ra vào ngày 4 tháng 8 năm 1950 tại Nhà thờ Chính tòa Bùi Chu với sự tham gia của 20.000 giáo dân, không kể các khách mời. Lý do chọn ngày này vì đây là ngày kính thánh Đa Minh, thánh bổn mạng của Giám mục Hồ Ngọc Cẩn. Chủ phong trong nghi thức truyền chức là Giám mục Lê Hữu Từ, trong khi hai giám mục Phêrô Máctinô Ngô Đình Thục và Santos Ubierna Ninh đóng vai trò phụ phong. Tân giám mục chọn cho mình khẩu hiệu: Vâng lời Thầy, con thả lưới. Giám mục Chi là Giám mục Việt Nam thứ sáu kể từ khi Việt Nam có giám mục bản xứ đầu tiên vào năm 1933.
Địa phận Bùi Chu được trao cho tân giám mục Phạm Ngọc Chi có tình hình chính trị phức tạp, nhiều vùng "xôi đậu". Giám mục Chi đã sắp xếp để ổn định đời sống giáo dân về nhân sự và phát triển các dòng tu. Ông đã phát triển đời sống tôn giáo của giáo dân bằng các việc tổ chức cấm phòng, thuyết trình về Đức Mẹ Maria, dẫn đến việc thành lập Hội Thánh Mẫu. Ông cũng cho thiết lập Đoàn Truyền Giáo (kế thừa Ban Truyền giáo Địa phận thời Giám mục Tiền nhiệm Hồ Ngọc Cẩn) gồm các giáo dân trẻ được trang bị vốn kiến thức giáo lý. Đoàn này, trong giai đoạn 1950-1954, đã đưa 40.000 người gia nhập Công giáo. Về văn hóa, Giám mục Chi cho thành lập trường trung học Hồ Ngọc Cẩn (1949) và chuyển thành trường công lập, phát triển các trường tiểu học ở các giáo xứ (50 trường tiểu học và 259 trường sơ cấp). Địa phận Bùi Chu cũng cho phát hành tuần báo Thời Mới (1950).
Giám mục Chi tiến hành tập trung cho việc truyền giáo. Ông cho thiết lập Dòng nữ Đa Minh Bùi Chu (1951) và Dòng Đức Mẹ Đồng Công (1953). Ông cũng cho mời các tu sĩ từ Hội Truyền giáo Bỉ (S.A.M)  và tu sĩ Dòng Gioan Thiên Chúa. Nhằm mục đích đào tạo giáo sĩ, Giám mục Phạm Ngọc Chi gia tăng số lượng Đại chủng sinh và nâng cao trình độ cho họ, ông cũng cho gửi 50 linh mục, chủng sinh và tu sĩ đi du học để học tập về các môn thuộc các lĩnh vực khoa học tự nhiên cũng như khoa học nhân văn.
Cuối tháng 11 năm 1951, Giám mục Phạm Ngọc Chi tham gia cuộc họp của các giám mục Đông Dương và cùng với bốn Giám mục Việt Nam khác (Giám mục Lê Hữu Từ, Trịnh Như Khuê, Hoàng Văn Đoàn và Ngô Đình Thục), ký tên vào Thư Chung năm 1951. Năm 1952, Giám mục Chi đã mời linh mục Giuse Maria Phạm Năng Tĩnh làm Thư ký Tòa giám mục.
Trong sách Thập Giá và Lưỡi Gươm, linh mục Trần Tam Tỉnh cho rằng từ năm 1950, nhiều khu vực Công giáo nhận được sự hỗ trợ súng từ Pháp và do các giáo sĩ (linh mục) trực tiếp chỉ huy. Đoàn quân này do Giám mục Tađêô Lê Hữu Từ quản lý tại Địa phận Phát Diệm và do Giám mục Phạm Ngọc Chi quản lý tại khu vực Địa phận Bùi Chu. Cũng theo linh mục Tỉnh, các lực lượng trên "vượt xa tư cách gọi là chỉ để tự vệ khi bị cộng sản tấn công, bởi vì nó tung ra các hoạt động chủ yếu là hành quân càn quét, có khi bao trùm cả vùng, có lúc chỉ ở địa phương nhỏ." Viết trong sách Hồi ký, phiên bản in tại Việt Nam mang tên Tâm sự tướng lưu vong, Hoành Linh Đỗ Mậu nhận xét Giám mục Chi là giám mục đã đưa Bùi Chu làm công cụ cho quân đội Pháp, dẫn lời cựu hoàng Bảo Đại và tướng Jean de Lattre de Tassigny đánh giá là một "tay làm áp phe chuyên nghiệp".
Giám mục Phạm Ngọc Chi và Giám mục Lê Hữu Từ là hai giáo sĩ duy nhất có quân đội riêng, ngoại trừ chính Tòa Thánh Vatican, theo Ronald H. Spector. Cùng với Giám mục Từ, Giám mục Chi cũng là một nhà lãnh đạo không chỉ về tinh thần mà còn về phương diện thế tục trong vùng lãnh thổ do ông độc lập quản lý, không thuộc về cựu hoàng Bảo Đại, Pháp hay thậm chí là Chủ tịch Hồ Chí Minh. Tài liệu giải mật của CIA, trên thực tế xếp Giám mục Chi vào nhóm các giám mục theo chủ nghĩa dân tộc cực đoan, cùng với Giám mục Ngô Đình Thục và Giám 
mục Lê Hữu Từ.

### Đặc trách Di dân và Công giáo Tiến Hành
Với phong trào di cư vào năm 1954, Giám mục Phạm Ngọc Chi nhận được thư từ Khâm sứ Tòa Thánh John Dooley ủy thác quản lý hàng giáo sĩ di cư. Ông cũng được Giám mục Jean Cassaigne Sanh, Đại diện Tông Tòa Sài Gòn ủy thác cho việc quản lý các di dân thuộc về [lãnh thổ giáo luật] Địa phận Sài Gòn. Bản thân Giám mục Chi cũng di cư trong năm 1954. Đáp ứng các yêu cầu trên, Giám mục Phạm Ngọc Chi cho thiết lập Uỷ ban Hỗ trợ Định cư (hoạt động cho đến ngày 31 tháng 12 năm 1956) với nhiều kết quả: 300 nhà thờ, nhiều trường học và bệnh viện đã được xây dựng tại các trại di cư. Kết quả của sự tích cực của Giám mục Chi là các giáo xứ toàn tòng có gốc gác giáo dân miền Bắc di cư tại các vùng Gò Vấp, Hóc Môn,... thuộc Tổng giáo phận Sài Gòn và các giáo xứ dọc các kênh vùng Cái Sắn, giáo phận Long Xuyên. Giám mục Chi đã giúp hỗ trợ về cả tinh thần và vật chất cho các giáo dân di cư đến các trại định cư tại miền Trung, Tây Nguyên và miền Nam Việt Nam, mà nay hình thành nên các giáo xứ lớn. Tại Thành phố Sài Gòn, Giám mục Chi cũng cho xây dựng nhiều công trình: nhà Bùi Chu, Trung tâm Công giáo, nhà in Nguyễn Bá Tòng, trường Chu Văn An, trường trung học Nguyễn Bá Tòng,... Theo tác giả Phạm Bá Nhạ, Giám mục Chi được chính phủ [Việt Nam Cộng hòa] bổ nhiệm là Chủ tịch Uỷ ban Hỗ trợ Định cư thuộc Tổng ủy Di cư, nhằm liên lạc với cơ quan viện trợ Công giáo Mỹ. Uỷ ban này đã quản lý hàng giáo sĩ di cư, cũng như tái định cư cho gần một triệu di dân từ Cà Mau đến Bến Hải bằng việc tìm đất định cư (giám mục Chi trực tiếp tham gia việc này), hỗ trợ vật liệu xây dựng và lương thực.
Sau khi hoàn tất phần việc và giải thể Uỷ ban Hỗ trợ Định cư, do sự đề cử của Thanh tra Tông Tòa đến Việt Nam Giuseppe Caprio, Giám mục Phạm Ngọc Chi được Tòa Thánh đặt chuyên trách về Công giáo Tiến hành Việt Nam, với chức danh Đặc uỷ Tông Tòa. Trên cương vị này, ông đã triệu tập hội nghị trên toàn quốc (Việt Nam Cộng hòa), soạn thảo các quy định, nghiên cứu các đoàn thể và phong trào, cũng như thiết lập tuần báo "Việt Tiến". Giám mục Chi cũng đã cho thiết lập Trụ sở Huấn luyện Công giáo Tiến hành tại Đà Lạt, cũng như xúc tiến đề nghị thành lập Trung tâm Công giáo Việt Nam tại Sài Gòn. Trung tâm này được tài trợ bởi Tòa Thánh Vatican, Công giáo Hoa Kỳ và Tây Đức, được khánh thành vào ngày 18 tháng 1 năm 1957, và Giám mục Chi trở thành Giám đốc Tiên khởi của trung tâm. Trong thập niên 1960, các đoàn thể Công giáo Tiến hành đã được tổ chức cách quy củ tại các giáo phận miền Nam Việt Nam.

### Giám mục Qui Nhơn
Ngày 5 tháng 7 năm 1957, Tòa Thánh bổ nhiệm Giám mục Paul Raymond Marie Marcel Piquet Lợi làm Đại diện Tông Tòa Hạt Đại diện Tông Tòa Nha Trang mới thiết lập. Trong cùng ngày, Tòa Thánh bổ nhiệm Giám mục Phạm Ngọc làm Giám quản Tông Tòa Hạt Đại diện Tông Tòa Qui Nhơn. Trên thực tế, dù Giám mục Piquet Lợi quản lý [vùng đất thuộc về tân địa phận Qui Nhơn], nhưng ông đã không thể đến vùng đất này vì luôn trú tại Nha Trang do hoàn cảnh chiến sự. Tân giám quản Qui Nhơn Giám mục Chi nhậm chức trong hoàn cảnh không có bất kỳ ngân khoản và không có bất kỳ [giáo sĩ có thẩm quyền nào] đứng ra bàn giao tân địa phận. Về cơ sở vật chất, Tòa giám mục bị Uỷ ban Kiểm soát Đình chiến sử dụng và các chủng viện đã bị đóng cửa từ lâu. Giám mục Chi tạm trú tại đại chủng viện bỏ hoang. Trong tình hình này, về tài chính, Tòa Thánh, Caritas Quốc tế và nhiều mạnh thường quân đã hỗ trợ, trong khi về nhân sự có được sự giúp đỡ của các tu sĩ và linh mục gốc Phát Diệm và Bùi Chu.
Cuối tháng 8 cùng năm, Giám mục Chi phân chia tân địa phận của mình thành sáu giáo hạt. Thời kỳ làm Giám mục của ông tại Qui Nhơn có việc tổ chức Đại hội Thánh Mẫu Trà Kiệu, và thiết lập ba trường trung học Đà Nẵng, Qui Nhơn và Tuy Hòa. Địa phận Qui Nhơn, theo số liệu năm 1958 có 115 linh mục, 16 đại chủng sinh, 156 tiểu chủng sinh. Nguồn từ Niên Giám Tòa Thánh 1961 cho biết đến thời điểm tháng 11 năm 1960, Giám mục Chi vẫn là Đại diện Tông Tòa Bùi Chu, kiêm nhiệm chức Giám quản Tông Tòa Qui Nhơn. Ngày 24 tháng 11 năm 1960, Giám mục Phạm Ngọc Chi trở thành Giám mục chính tòa Qui Nhơn khi giáo phận này được thành lập. Ông trở thành Giám mục người Việt đầu tiên quản lý Qui Nhơn, Lễ nhậm chức cho giám mục Tiên khởi Qui Nhơn được tổ chức vào ngày 25 tháng 4 năm 1961 tại nhà thờ chính tòa Qui Nhơn, chủ sự bởi Khâm sứ Tòa Thánh Mario Brini. Thời kỳ tại Qui Nhơn, Giám mục Chi cho tu sửa và xây dựng thêm [một phần] Đại chủng viện Qui Nhơn, cho lập chủng viện thu nhận các thanh niên lớn tuổi mong muốn làm linh mục. Ông cũng cho in ấn các tài liệu kể cả có nội dung phổ thông và nội dung truyền giáo, trong đó có tạp chí Trái Tim.
Thời gian Giám mục Chi làm Giám mục Qui Nhơn, việc truyền giáo và gia nhập đạo Công giáo đạt được nhiều kết quả tích cực. Cá nhân ông cho thiết lập "Hội Thầy giảng có gia đình" theo mô hình truyền giáo tại Ấn Độ và châu Phi. Các miền truyền giáo, các cơ sở truyền giáo và các ban chuyên môn về truyền giáo được thiết lập. Từ năm 1958, khoảng 50.000 đến 100.000 người gia nhập đạo. Địa phận có ba vùng truyền giáo lớn: Châu Ổ (Quảng Ngãi; dòng Chúa Cứu Thế phụ trách), Mỹ Chánh (Bình Định; dòng Đồng Công quản lý),  Đông Mỹ (Phú Yên; các linh mục Phát Diệm chịu trách nhiệm). Do hình hình gia nhập đạo nhiều, hàng trăm nhà thờ được xây dựng và giám mục Chi xin Tòa Thánh phân tách địa phận. Trả lời về vấn đề này, Giám mục Chi cho biết làn sóng gia nhập đạo là do các tôn giáo ở Qui Nhơn bị quân Cộng sản đàn áp nhiều năm, do đó họ cảm thấy thiếu một phương diện siêu nhiên và thời kỳ này có nhiều người Công giáo tốt làm gương. Giám mục Chi khẳng định Giáo hội không nhận được bất kỳ sự hỗ trợ nào từ chính quyền Việt Nam Cộng hòa, đặc biệt là tại Địa phận Qui Nhơn.

### Giám mục Đà Nẵng

#### Trước biến cố năm 1975
Giám mục [Giám quản] Qui Nhơn Phạm Ngọc Chi đề xuất tách Địa phận Qui Nhơn, và được Francis De Nittis, Quyền Quản lý Tòa Khâm sứ Tòa Thánh tại Đông Dương ủng hộ. Giáo hoàng Gioan XXIII ký tông sắc In Vitae Naturalis Similitudinem tách Đà Nẵng ra khỏi Giáo phận Qui Nhơn và bổ nhiệm Giám mục Chi làm giám mục tiên khởi của giáo phận mới vào ngày 18 tháng 1 năm 1963. Tân giám mục Đà Nẵng chính thức nhận tân giáo phận vào ngày 1 tháng 5 năm 1963. Quyết định nhận làm giám mục quản lý một giáo phận mới hình thành là một phần của giáo phận mình đang quản lý đã làm nhiều quan chức Tòa Thánh Vatican cảm kích và thán phục.
Tân giáo phận được đặt dưới quyền quản lý của Giám mục Chi có lãnh thổ bao gồm thị xã Đà Nẵng, tỉnh Quảng Tín và tỉnh Quảng Nam, Việt Nam Cộng hòa, với diện tích trên 11.500 km.2 Giáo dân giáo phận gồm 84.000 người và 15.000 dự tòng trên tổng dân cư 1.100.000 người. Về nhân sự và cơ sở vật chất, giáo phận tân lập có 40 linh mục, một số ít tu sĩ, 35 địa sở và 365 họ nhánh.
Chủ sự lễ nhậm chức của Tân giám mục Tiên khởi Đà Nẵng là Khâm sứ Tòa Thánh Salvatore Asta với lễ nhận sắc và nhậm chức diễn ra vào chiều ngày 1 tháng 5. Cá nhân tân giám mục cho rằng Đà Nẵng được tách thành một giáo phận riêng lẻ vì "lịch sử vẻ vang và tương lai đầy hứa hẹn [trong Giáo hội]". Giáo dân và các đoàn thể Công giáo đã đến sân bay Đà Nẵng đón tân giám mục. Cùng đi máy bay từ Qui Nhơn đến Đà Nẵng, ngoài Giám mục Chi và Tổng giám mục Asta còn có hai tổng giám mục và năm giám mục khác. Số lượng linh mục của tân giáo phận là 40. Chính Giám mục Chi đã thiết lập xây dựng các cơ sở tại Tòa giám mục Đà Nẵng,  và trong thời gian chờ xây dựng cơ sở này, ông tạm trú tại nhà xứ nhà thờ chính tòa Đà Nẵng trong vòng một năm, và sau khi Tiểu chủng viện được xây dựng hoàn tất, ông tạm trú tại tầng hai Tiểu chủng viện Thánh Gioan [Đà Nẵng]. Trong giai đoạn làm Giám mục Đà Nẵng, Giám mục Chi tham dự Công đồng Vatican II với tư cách nghị phụ. Giám mục Chi là một trong số 17 giám mục Việt Nam tham dự Công đồng này.
Giáo phận Đà Nẵng do Giám mục Chi quản lý chính thức thiết lập Bệnh viện An Bình, Phú Thượng do các tu sĩ Dòng Gioan Thiên Chúa đảm nhận. Về đào tạo, Giáo phận thiết lập Tiểu chủng viện Thánh Gioan (1970), Phân khoa Triết học Đại chủng viện Xuân Bích Hòa Bình (1974). Ngoài ra, Giám mục Chi cho xây dựng Nhà hưu dưỡng Linh mục, Ðại Chủng viện Hòa Bình (đại chủng viện liên giáo phận, cho sáu giáo phận miền Trung) và Trung tâm Công giáo Tiến Hành bênh cạnh nhà thờ chính tòa Đà Nẵng. Giám mục Chi cũng cho phép hoặc mời các nhà dòng đến truyền giáo trong Giáo phận, bên cạnh hai dòng nữ Thánh Phaolô và Mến Thánh Giá Quy Nhơn trong lãnh thổ địa phận trước năm 1963. Dự án trường Mỹ Thuật đặt dưới quyền quản lý của dòng Don Bosco không thành hiện thực do tình hình của quốc gia.
Giám mục Phạm Ngọc Chi được chọn làm Phó chủ tịch, kiêm Thủ quỹ Hội đồng Giám mục miền Nam Việt Nam trong phiên họp đầu tháng 1 năm 1968 của Hội đồng Giám mục Việt Nam tại Tòa Tổng giám mục Sài Gòn. Nhiệm kỳ được xác định là bốn năm, 1967-1971. Ông tái đắc cử chức Phó Chủ tịch, kiêm Thủ quỹ Hội đồng trong phiên họp đầu tháng 1 năm 1971 tại Trung tâm Công giáo Sài Gòn. Giám mục Chi cũng là Uỷ viên Uỷ ban Truyền bá Phúc Âm, một trong bốn Uỷ ban của Hội đồng Giám mục nhiệm kỳ 1971-1974. Ban Thường vụ bổ sung thêm hai giám mục vào năm 1974, Giám mục Chi vẫn thuộc về Ban Thường vụ nhưng không rõ chức danh.
Giám mục Phạm Ngọc Chi đã tháp tùng Hồng y Spellman trong chuyến thăm Sài Gòn của ông này. Năm 1967, Giám mục Phạm Ngọc Chi nhân danh chính mình và đại diện cho linh mục, giáo dân gửi điện văn đến Hồng y Josef-Léon Cardijn sau khi hồng y bày tỏ ý muốn yêu cầu phía Hoa Kỳ tôn trọng quyền dân tộc tự quyết của Việt Nam và rút quân khỏi Việt Nam. Theo linh mục Trần Tam Tỉnh viết trong sách Thập Giá và Lưỡi Gươm, trong nội dung thư, Giám mục Chi bày tỏ sự đau buồn vì cho rằng hồng y "cổ võ một nền hòa bình giả dối" và có hành động liều lĩnh do thiếu vấn ý trước với Tòa Khâm sứ Việt Nam và Hội đồng Giám mục Việt Nam.
Giám mục Phạm Ngọc Chi cùng Tổng giám mục Phaolô Nguyễn Văn Bình tham dự Thượng Hội đồng Giám mục lần thứ II vào năm 1969 tại Rôma.  Trong một chuyến công du Hoa Kỳ tháng 12 năm 1969, ông tiếp tục bày tỏ sự ủng hộ đối với sách lược Việt Nam hóa chiến tranh của Nixon và khước từ sự liên hiệp với phía Việt Nam Dân chủ Cộng hòa. Theo Giám mục Chi, sự liên hiệp ở miền Bắc Việt Nam chỉ được một lúc rồi Cộng sản gạt tất cả những người không Cộng sản ra khỏi chính phủ... Giám mục Chi góp mặt trong phái đoàn của Hội đồng Giám mục Việt Nam đi dự Hội nghị Hội đồng Giám mục Á châu vào cuối tháng 11 năm 1970 tại Manila, Philippines.
Giám mục Phạm Ngọc Chi đã nêu cảm nghĩ của mình với tác giả sách Giám mục Lê Hữu Từ và Phát Diệm, 1945-1954 rằng việc cáo buộc ông là người thuộc chính quyền Ngô Đình Diệm, điều mà ông cho rằng phải nói ngược lại. Cá nhân Giám mục Chi cho rằng Tổng thống Diệm không ưa gì mình, và đáng lẽ gia đình họ Ngô phải biết ơn ông, vì ông đã từng thừa lệnh Giám mục Lê Hữu Từ cứu giúp ông Ngô Đình Nhu và ông bà Trần Văn Chương khi còn là Giám đốc Đại chủng viện Phát Diệm. Giám mục Chi thừa nhận có nói chuyện với ông Ngô Đình Cẩn trong khoảng năm phút, vì đến thăm bà thân mẫu của Tổng giám mục Ngô Đình Thục, [cũng là thân mẫu ông Cẩn]. Các sự kiện được nhắc lại là cách Giám mục Chi phản ứng với nội dung Mặc Thu viết trong cuốn sách Đảng Cần Lao có một số nội dung về mình.
Giai đoạn từ khi thành lập giáo phận cho đến năm 1975 là giai đoạn xây dựng các cơ sở vật chất cũng như thiết lập các tổ chức và nhân sự trong Giáo phận Đà Nẵng. Thống kê năm 1975, giáo phận có 94.580 giáo dân, sinh hoạt tôn giáo trong 4 giáo hạt được chia thành 35 giáo xứ. Số lượng linh mục là 105, trong đó có 6 linh mục nước ngoài, 73 đại chủng sinh, 238 tiểu chủng sinh, 8 nam tu và 308 nữ tu. Trong giai đoạn từ năm 1963 đến năm 1975, Giáo phận Đà Nẵng quan tâm đến các công tác xã hội: giáo dục (16 trường trung học, 40 trường tiểu học với lần lượt 11.170 và 23.190 học sinh và các trường hướng nghiệp; y tế có các bệnh viện tư nhân Công giáo, Dưỡng đường Thánh Phaolô và bệnh viện An Bình hoàn tất khi chiến tranh kết thúc, cho đến năm 2016 được phía quân đội sử dụng. Giáo phận dưới thời Giám mục Chi trong giai đoạn này cũng điều hành các trại tạm cư, viện dưỡng lão và cô nhi viện, cũng như Nhà in Thanh Công, cơ sở in ấn của Giáo phận, thiết lập từ năm 1962.

#### Sau biến cố năm 1975
Từ ngày 29 tháng 3 năm 1975, Giáo phận Đà Nẵng nằm trong vùng quản lý của một nhà nước xã hội chủ nghĩa. Khoảng chừng 40 đến 50 nghìn giáo dân thuộc giáo phận đã rời giáo phận để tản cư, để lại con số giáo dân Đà Nẵng khoảng 40 nghìn người. Dưới thời chính quyền mới, các cơ sở giáo dục cũng như từ thiện được bàn giao cho chính quyền quản lý và sử dụng. Về đào tạo giáo sĩ, tiều chủng viện ngừng hoạt động và các đại chủng sinh chuyến đến học tại giáo xứ Phú Thượng cho đến năm 1982. Một số sinh hoạt mục vụ tôn giáo như thăm viếng và trao các bí tích, việc phong chức, thuyên chuyển linh mục rơi vào tình trạng rất khó khăn. Nhà nước Việt Nam cũng mua lại bệnh viện An Bình để làm doanh trại quân đội và mua lại Đại chủng viện ở Hòa Khánh nằm sử dụng làm trường Đại học Bách khoa. Cả hai cơ sở này được bàn giao ngày 1 tháng 8 năm 1975.
Từ năm 1975 cho đến khi qua đời, Giám mục Phạm Ngọc Chi hầu như không xuất hiện công khai, kể các cuộc họp Hội đồng Giám mục Việt Nam. Với biến cố năm 1975, Giám mục Phạm Ngọc Chi đã chọn và tấn phong chức Giám mục phó cho linh mục Phanxicô Xaviê Nguyễn Quang Sách vào ngày 6 tháng 6 năm 1975. Niên Giám Tòa Thánh 1975 cũng xác nhận ngày bổ nhiệm tân giám mục Sách là ngày 6 tháng 6. Từ con số 40 linh mục thuộc giáo phận Đà Nẵng vào năm 1963, số linh mục tăng lên con số 117 vào năm 1975. Sau biến cố năm 1975, giáo phận còn lại khoảng 50 linh mục. Giám mục Chi cho rất nhiều linh mục đi du học cũng như khuyến khích các linh mục dưới 40 tuổi xuất ngoại, và trong mỗi phân ngành riêng biệt, ông cho ba linh mục theo học cùng một loại văn bằng để có nhân sự thay thế. Ông không tham dự Đại hội Hội đồng Giám mục Việt Nam I diễn ra vào cuối tháng 4 và đầu tháng 5 năm 1980. Cùng vắng mặt còn có bốn giám mục khác.
Giám mục Phạm Ngọc Chi phải học tập cải tạo, và ông học một mình cùng Phó Trưởng Ty Công An Quảng Nam - Đà Nẵng, ông Lê Lực. Trong tháng đầu tiên, Giám mục Chi học tập mỗi ngày tám tiếng, đến nửa đầu tháng hai, mỗi ngày còn bốn tiếng, và hai tuần cuối cùng, mỗi ngày hai tiếng. Sau khi hoàn thành việc học tập cải tạo, ông Lực thưởng Giám mục Chi một phiếu mua xăng, đồng thời lưu ý rằng do giáo dân còn cần đến Giám mục Chi và vì tuổi tác của giám mục, vì khoan hồng và nhân đạo, Nhà nước không bắt giữ ông. Ông Lực cũng lưu ý rằng việc Giám mục Chi sau này có bị bắt giữ hay không tùy thuộc vào thái độ của ông, vì "tội của ông thì nhiều hơn cát ngoài biển".
Tính đến lễ kỷ niệm 50 năm linh mục của mình, Giám mục Phạm Ngọc Chi đã cử hành lễ thứ 18.598 của mình. Mọi việc mừng dịp kỷ niệm này đều diễn ra cách lặng lẽ và âm thầm, và cá nhân Giám mục Chi đã mừng lễ của chính mình với linh mục thư ký. Vào mùa hè năm 1984, các linh mục [Đà Nẵng] biết ý định về nghỉ dưỡng tại Phú Thượng của Giám mục Phạm Ngọc Chi. Tuy vậy, đầu tháng 7 năm 1984, linh mục xứ Trà Kiệu được chính Giám mục Chi hỏi ý về ý định của ông về hưu dưỡng tại Trà Kiệu theo lời khuyên của nhiều người. Sau cuộc gặp này một tuần, Giám mục Chi chính thức đến an dưỡng tại Trà Kiệu. Theo thông tin từ linh mục Hoàng Xuân Nghiêm, ngày 10 tháng 7 năm 1984, Tòa giám mục bị công an tỉnh bất ngờ bao vây và phong tỏa. Phòng Giám mục và linh mục quản lý bị kiểm tra. Một ngày sau, Giám mục Chi được yêu cầu đến làm việc và theo linh mục Nghiêm, bị áp lực phải nhượng lại Tòa giám mục, Tiểu chủng viện Gioan và Tu viện Gioan Thiên Chúa lại cho Nhà nước. Nhà nước cũng hứa sẽ xây một tòa nhà Tòa giám mục khác thay cho tòa nhà cũ. Cũng theo linh mục Nghiêm, cho đến tháng 1 năm 1988, vẫn không được thực hiện. Giám mục Phạm Ngọc Chi bị "giam lỏng" tại Trà Kiệu từ ngày 20 tháng 7 cho đến khi qua đời, cũng theo linh mục Nghiêm. Theo linh mục Thăng, vào ngày di chuyển đến Trà Kiệu, Giám mục Chi rất rạng rỡ, và bản thân giám mục đã được đưa đến thăm viếng hai cộng đoàn nữ tu. Tuy vậy, chỉ sau đó một tuần, tình hình Giám mục Chi đổi khác. Sức khỏe Giám mục Chi thất thường, từng nhiều lần lâm bệnh nặng, cũng như từng nhập viện điều trị vào giữa tháng 10 năm 1985. Việc cai quản giáo phận lại cho Giám mục phó Phanxicô Xaviê Nguyễn Quang Sách, kể từ ngày 10 tháng 7 năm 1984. Giám mục Phạm Ngọc Chi chính thức về an dưỡng tại Trung tâm Thánh Mẫu Trà Kiệu từ ngày 10 tháng 7 năm 1984. Giám mục Chi đã viết thư gửi linh mục Quản hạt Hội An Lê Như Hảo vào ngày 28 tháng 7 cùng năm, sau khi chính thức tới Trà Kiệu để báo tin mình đang cư trú ở trong phần đất thuộc quyền linh mục Hảo. Cá nhân Giám mục Chi cho biết sự đổi chỗ cư trú của mình là bất ngờ và vội vã, và ông chưa thể chào từ biệt ở Đà Nẵng. Giám mục Chi cho biết linh mục Trà Kiệu và chính quyền đã sắp xếp nơi cư trú cho mình, đồng thời loan báo rằng đã báo cáo Tòa Thánh về việc hết trách nhiệm giám mục vào ngày mình trọn 70 tuổi. Giám mục Chi, trong thư, khẳng định đã trao toàn bộ quyền điều hành cho giám mục phó Nguyễn Quang Sách vào dịp tĩnh tâm (cấm phòng) năm 1983.
Sau khi trụ sở Tòa giám mục bị bàn giao, Giám mục phó Nguyễn Quang Sách chuyển Tòa giám mục đến Nhà xứ nhà thờ chính tòa Đà Nẵng vào giữa tháng 9 năm 1985. Nhà nước được ghi nhận hỗ trợ xây dựng một tòa nhà mới trong khuôn viên xứ Chính Tòa để làm Tòa giám mục Đà Nẵng.

#### Qua đời
Giám mục Chi qua đời ngày 21 tháng 1 năm 1988. Trước đó, vào ngày kỷ niệm 25 năm thành lập giáo phận Đà Nẵng, 18 tháng 1 năm 1988, sức khỏe Giám mục Phạm Ngọc Chi chuyển biến xấu và ông rơi vào tình trạng hôn mê. Vào ngày Giám mục Chi qua đời, các giám mục khác thuộc miền Trung Việt Nam có mặt vào lúc ông lâm chung, do có giấy triệu tập tham gia một cuộc họp tại Hà Nội, và các giám mục này phải đến Đà Nẵng nhận vé máy bay để bay đến Hà Nội. Linh mục Quản xứ Trà Kiệu Nguyễn Trường Thăng được một cán bộ công an đề xuất yêu cầu bệnh viện Duy Xuyên truyền oxy cho Giám mục Chi. Được truyền oxy vào khoảng 12 giờ, Giám mục Chi qua đời vào lúc 14 giờ 25 phút. Tác giả Phạm Minh Tâm, trích dẫn linh mục Trần Ngọc Quỳnh thuộc Tu đoàn linh mục Xuân Bích cho rằng Giám mục Phạm Ngọc Chi bị chích một loại thuốc khiến tâm trí ông thay đổi, cơ thể suy kiệt còn da bọc xương và khiến giám mục sống thoi thóp đến lúc qua đời.
Thi hài cố giám mục được đưa đến tầng trệt nhà thờ Trà Kiệu để giáo dân đến viếng. Giám mục Phaolô Huỳnh Đông Các chủ sự nghi thức tẫn liệm. Lễ an táng cố giám mục được cử hành tại nhà thờ Trà Kiệu vào ngày 23 tháng 1. Chủ tế là Giám mục kế vị Nguyễn Quang Sách, đồng tế có bốn giám mục các giáo phận miền Trung khác. Tổng giám mục Huế Philipphê Nguyễn Kim Điền tham dự lễ tang, ngồi cạnh bàn thờ. Khoảng 40 linh mục tham gia đồng tế tang lễ, trong khi con số giáo dân tham dự lễ tang khoảng 5.000 người. Ông được chôn cất tại Vườn Nghĩa, phía trái cạnh nhà thờ Trà Kiệu, trong nghĩa trang các linh mục. Việc đề nghị được xin quay video [tang lễ] không được chấp nhận, trong khi việc chụp ảnh chỉ được thực hiện bởi các hiệu ảnh có giấy phép. Phim màu [tang lễ] sau đó chỉ được in một số tấm.
Di chúc của Giám mục Phạm Ngọc Chi được viết vào ngày 21 tháng 11 năm 1984. Trong chúc thư của Giám mục Chi có đoạn: Đối với những người thù ghét tôi, làm khổ tôi, nếu có, tôi không có buồn giận ai cả. Trái lại, tôi xin Chúa chúc lành cho họ. Họ làm như thế là làm cho tôi, vì tôi có dịp lập công, đền tội, nhất là trong những ngày sau hết đời tôi. Về nơi chôn cất thì ở đâu cũng được. Cũng trong di chúc này, Giám mục Chi cho rằng ông không giúp được giáo dân Trà Kiệu ngoài các hy sinh và lời cầu nguyện và là gánh nặng khi ông đau bệnh và trong dịp tang lễ.
Trong đời sống mục vụ cá nhân, Giám mục Chi nổi bật ở hai đặc điểm: sự đúng giờ và sự cố gắng trả lời mọi thư từ liên lạc. Việc giữ mọi liên lạc và trả lời tất cả thư từ được Giám mục Chi nhắc nhớ linh mục quản lý của mình nhiều lần. Giám mục Chi, trong suốt khoảng thời gian làm giám mục, đã truyền chức cho khoảng 1.000 linh mục, và mở "tu hội muộn" nhằm gia tăng số lượng linh mục. Giám mục Chi được nhớ đến vì tại các địa phận mà ông quản lý, ông đều thiết lập các tờ báo giáo phận, đẩy mạnh hoạt động truyền giáo, cử các giáo dân du học, mở các cô nhi viện, các trường học cũng như các nhà thờ, chủng viện và tu viện. Giám mục Chi có tài ăn nói và ngoại giao, do đó đóng vai trò dẫn đường cho đoàn các giám mục Việt Nam tham dự các sự kiện quốc tế và tại Tòa Thánh. Ông cũng thường đóng vai trò đại diện đón tiếp các phái đoàn ngoại quốc đến thăm Hội đồng Giám mục Việt Nam.
Nhân dịp kỷ niệm 98 năm ngày sinh của Giám mục Chi vào giữa tháng 5 năm 2007, Giám mục Giuse Châu Ngọc Tri, giám mục chính tòa Đà Nẵng quyết định thành lập Quỹ Giáo dục Phạm Ngọc Chi, là quỹ giáo dục học của Giáo phận Đà Nẵng.

## Hoạt động chính trị
Theo tác giả Đỗ Mậu viết trong Hồi ký của mình, theo trích dẫn từ Hồi ký của Đại tá Pháp Vanuxem-Người tự nhận là bạn thân của giám mục Chi, giám mục Chi đã hạ mình trước ông "một cách đầy nhục nhã" sau khi quân đội Pháp phải buộc lòng rút khỏi Việt Nam. Theo ông Đỗ Mậu, trong cuộc gặp này, Giám mục Chi đã khẩn cầu quân Pháp ở lại, trước tình cảnh "Tây đi Cộng về". Theo tác giả Đỗ Mậu, địa phận Bùi Chu đã hợp tác với quân đội Pháp kể tự khi quân này trở lại miền Bắc Việt Nam, khuyến khích thanh niên Công giáo tham gia Phụ Lực Binh cho Pháp, cũng như cho dùng một số nhà thờ làm pháo đài quân sự.
Giám mục Phạm Ngọc Chi thời kỳ mới vào miền Nam Việt Nam, Giám mục Phạm Ngọc Chi có dự tính thành lập "Tập đoàn Công Dân", một đảng chính trị quy tụ các tín hữu Công giáo. Cũng theo ông Đỗ Mậu, vì mong muốn duy trì tính duy nhất của đảng Cần Lao, đảng chính trị này phải giải tán, trong khi bản thân Giám mục Chi được cho làm đồng Chủ tịch Đảng Cần Lao cùng với ông Ngô Đình Cẩn. Trong hồi ký, Giám mục Chi được dẫn chứng đã vận động truyên truyền cho đảng này, và thu được nhiều ủng hộ tại Hoa Kỳ. Tác giả cũng cho biết chính Giám mục Phạm Ngọc Chi đã vận động Hoa Kỳ cho xây tòa lãnh sự Mỹ tại Huế.

## Tác phẩm
Giám mục Phạm Ngọc Chi đã biên soạn các sách:
- Phúc Âm dẫn giải (hai tập), xuất bản năm 1952, thuộc Tủ sách Liên giáo phận.
- Cha Đa Miêng, Tông đồ người hủi (sách dịch), xuất bản năm 1957, thuộc Tủ sách Ra khơi.

## Tông truyền
Giám mục Phêrô Maria Phạm Ngọc Chi được tấn phong giám mục năm 1950, thời Giáo hoàng Piô XII, bởi:
- Chủ phong: Tađêô Lê Hữu Từ, Đại diện Tông Tòa Hạt Đại diện Tông Tòa Phát Diệm.[59]
- Giám mục phụ phong: Phêrô Máctinô Ngô Đình Thục, Đại diện Tông Tòa Hạt Đại diện Tông Tòa Vĩnh Long.[60] và Santos Ubierna Ninh, O.P, Đại diện Tông Tòa Hạt Đại diện Tông Tòa Thái Bình.[61]

Dưới đây là sơ đồ tính Tông truyền từ giám mục Việt Nam đầu tiên được giám mục ngoại quốc chủ phong cho đến đời Giám mục Phạm Ngọc Chi.
Giám mục Phêrô Maria Phạm Ngọc Chi đóng vai trò chủ phong trong nghi thức truyền chức cho giám mục:
- Năm 1975, Giám mục Phanxicô Xaviê Nguyễn Quang Sách, nay là cố Giám mục chính tòa Giáo phận Đà Nẵng.

Giám mục Phêrô Maria Phạm Ngọc Chi đóng vai trò phụ phong trong nghi thức truyền chức cho các giám mục:
- Năm 1950, Giuse Maria Trịnh Như Khuê, nay là cố Hồng y, Tổng giám mục Tổng giáo phận Hà Nội.
- Năm 1966, Giuse Lê Văn Ấn, nay là cố giám mục chính tòa Giáo phận Xuân Lộc.
- Năm 1967, Phêrô Nguyễn Huy Mai, nay là cố cố giám mục chính tòa Giáo phận Ban Mê Thuột.
- Năm 1975, Stêphanô Nguyễn Như Thể, nay là nguyên Tổng giám mục Tổng giáo phận Huế.